# Tamarix eversmannii
Tamarix eversmannii är en tamariskväxtart som beskrevs av Karel Presl och Carl Friedrich von Ledebour. Tamarix eversmannii ingår i släktet tamarisker, och familjen tamariskväxter. Inga underarter finns listade.